# Cleora cnephaea
Cleora cnephaea là một loài bướm đêm trong họ Geometridae.